# Роговой Юхим Мойсейович
Юхи́м Мойсе́йович Рогово́й (* 21 липня 1935, Київ) — майстер спорту по класичній боротьбі, український тренер.

## Життєпис
1937 року його батька — офіцера Червоної армії — розстріляно. Перебував в дитбудинку, 1941 року евакуювалися в Куйбишевську область. Згодом з матір'ю вислані в північні райони Росії — до 1947 року. По поверненні матері з сином як родині «ворога народу» забороняють жити в Києві.
1949 року закінчив семирічку в Березані, ще тоді ходив до секції боксу. 1952 закінчив київську профтехшколу взуттєвиків. В цьому часі починає серйозно займатися боксом та боротьбою — його помітив тренер з класичної боротьби Яків Леонтійович Гуревич.
1950 року перемагає на чемпіонаті Укрради ДСТ «Червоний Прапор» по боксу та стає чемпіоном Києва в класичній боротьбі серед юнаків. Здобув перший розряд по боксу та класичній боротьбі.
Протягом 1953—1957 років служив в рядах радянського ВМФ, сторожовий корабель «Барс» — у Кронштадті, Мурманську, на Новій Землі — Білуша Губа, Маточкин Шар. Під час служби продовжував займатися спортом, виступав у змаганнях з боксу та класичної боротьби. Того ж року стає чемпіоном Військово-морської Кронштадської фортеці по класичній боротьбі та другим призером по боксу.
Чемпіон Балтійського флоту по класичній боротьбі 1953 року.
1955 року стає чемпіоном Північного флоту.
1956 року стає срібним призером Військово-морських сил СРСР, разом з тим виконав норматив майстра спорту.
В часі військової служби брав участь у ядерних випробуваннях водневої бомби на полігоні «Губа Чорна» Нової Землі, отримав 75 рентгенів опромінення.
1957 року демобілізувався, того ж року став срібним призером Всесоюзних змагань ДСТ «Червоний Прапор» в місті Іваново — програв Анзору Кікнадзе, який в тому поєдинку зламав йому ключицю, а по змаганнях особисто відвіз у клініку Скліфосовського. Ці змагання у його житті стали останніми. Через гостру променеву хворобу та серцеву коронарну недостатність змушено припиняє виступи в змаганнях, переходить на організаційну роботу.
Організував єдиний в товаристві «Авангард» спортивний клуб «Вулкан» (заснований 1976) — найкращий в тих часах не тільки в Києві, а й в УРСР, був головою київського товариства «Авангард» протягом 1957—1982 років.
Створив комплексну ДЮСШ при спротивному клубі, при школі діяли відділення боротьби, плавання, настільного тенісу, займалося понад 600 дітей; відділення настільного тенісу в 1970-х було одним з найкращих в УРСР. В спортивній школі навчалося чимало майбутніх майстрів спорту, майстрів спорту міжнародного класу, переможців чемпіонатів України, СРСР, Європи та світового чемпіона Олександра Костогриза.
Своїм натхненником в боротьбі вважає Григорія Гамарника.
З 1982 по 1995 рік керував базою відпочинку в Гідропарку, доки променева хвороба не «пересадила» його в інвалідного візка.
Більше 20 років обирався членом президії та головуючим секції боротьби міської, обласної та республіканської ради товариства «Авангард».
Нагороджений почесними знаками «Відмінник фізичної культури та спорту СРСР», «Активіст ДСТ профспілок», грамотами ЦК ВЛКСМ, профспілок, Спорткомітету УРСР та СРСР.
З 1997 року — інвалід 1 групи з порушенням опорно-рухового апарату. Пережив 5 інфарктів, 5 операцій та мікроінсульт. Його доглядає жінка, теж спортсменка, Рогова Надія Степанівна.
Написав 4-томник «Життєві спомини» про своє життя та збірник про досягнення євреїв в спорті.
Входить до складу Федерації ветеранів спорту України.